# Dirgantara Air Services
Dirgantara Air Service – nieistniejąca indonezyjska linia lotnicza z siedzibą w Dżakarcie. Obsługiwała połączenia krajowe oraz czartery.
W 2009 linia zaprzestała wszelkich operacji, a w 2013 ogłosiła bankructwo. 

## Flota
- 1 ATR 42-300
- 6 Britten-Norman BN2A Islander
- 2 Indonesian Aerospace 212-100
- 6 Indonesian Aerospace 212-200